# جورج لمويل ديكنسون
جورج لمويل ديكنسون هو سياسي كندي، ولد في 4 يوليو 1848 في كندا، وتوفي في 7 نوفمبر 1930. حزبياً، نشط في حزب كندا المحافظ. وقد انتخب عضو مجلس العموم الكندي.